# Condado de Eurobodalla

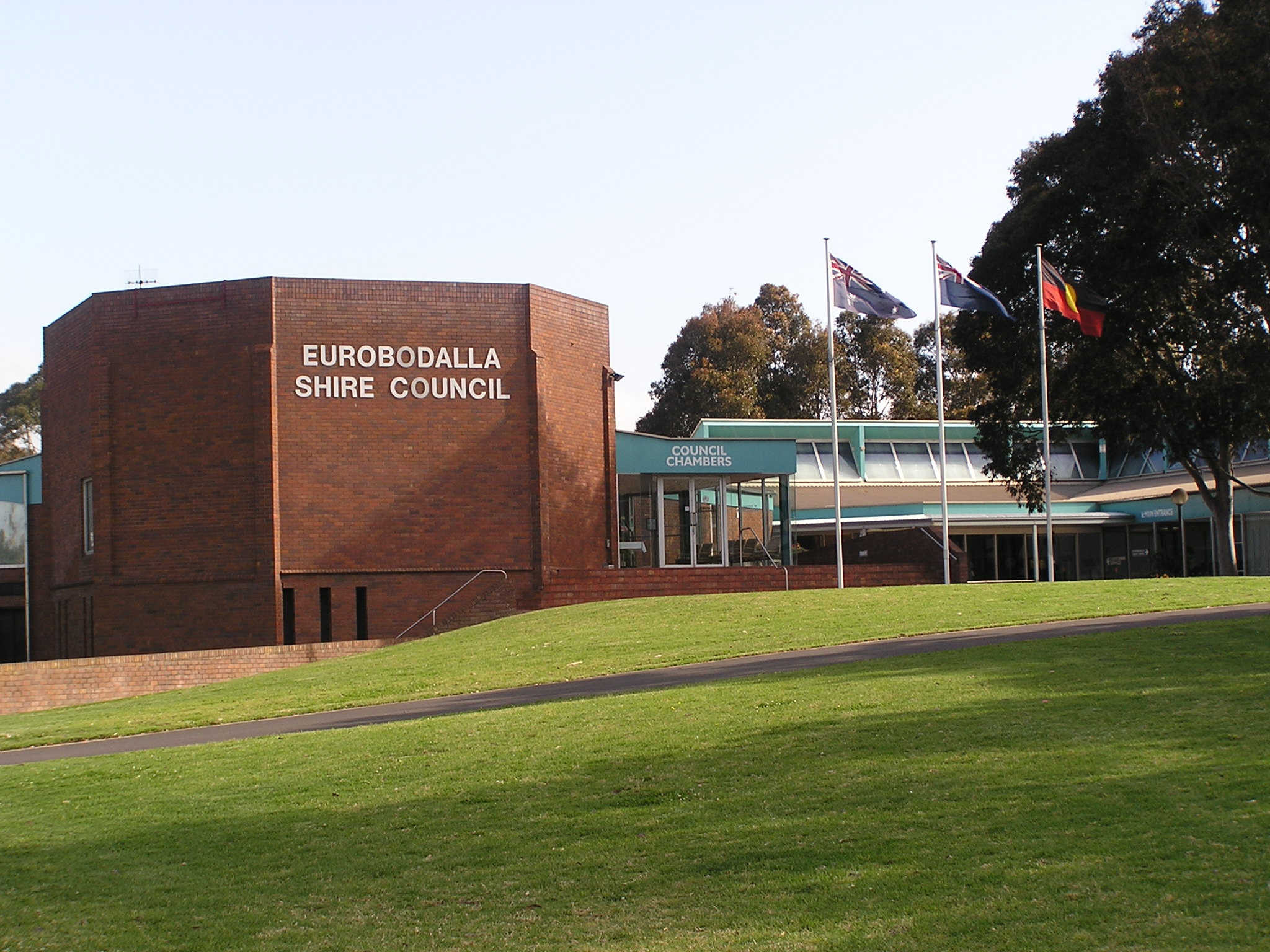
El edificio del consejo de la Comarca de Eurobodalla

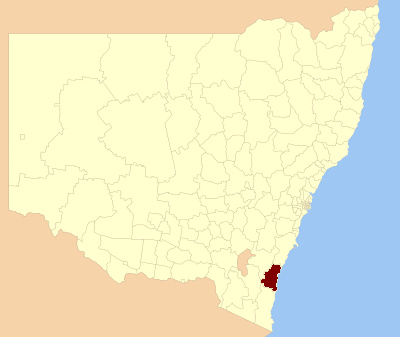
Localización

El Condado de Eurobodalla es un área del gobierno local en la costa sursureste de Nueva Gales del Sur en Australia. Se encuentra a lo largo del Océano Pacífico y atravesado por la carretera Princes y el Kings Highway.
El condado incluye las ciudades de Batemans Bay y Narooma y los pueblos de Durras, Nelligen, Mogo, Malua Bay, Tomakin, Broulee, Mossy Point, Rosedale, Bodalla, Potato Point, Nerrigundah, Mystery Bay, Central Tilba, Wallaga Lake Koori Village y Congo.